# 大井川鉄道モハ300形電車
大井川鉄道モハ300形電車（おおいがわてつどうモハ300がたでんしゃ）は、大井川鉄道が1953年（昭和28年）から1980年（昭和55年）にかけて導入した電車（制御電動車）である。同時に導入された制御車クハ500形電車（クハ500がたでんしゃ）と合わせて両形式合計で延べ23両が同社大井川本線へ配属、運用された。

## 沿革
大井川鉄道では開通当時より非電化路線であった大井川本線を1949年（昭和24年）に架線電圧1,500 V仕様で電化した。当初は電化に際して新製した電気機関車E10形が牽引する貨物列車に非電化当時より運用されたガソリンカーや鉄道省払い下げの古典的な木造客車を併結し、客貨混合列車の形態で旅客運輸が行われた。その後、客貨輸送の分離を目的として1951年（昭和26年）より旅客用電車の導入が開始された。
その際導入されたモハ200形2両に続いて、1953年（昭和28年）に日本国有鉄道（国鉄）より払い下げを受けて導入した2両の木造車に対してモハ300形301・302の形式称号および記号番号が付与された。その後導入された制御車にはクハ500形の形式称号が付与され、以降大井川本線に導入された車両については、譲渡元や車歴、仕様の差異などを問わず制御電動車はモハ300形、制御車はクハ500形という単一形式に統合されることとなる。各車両の譲渡元は西武鉄道が11両で最も多く、次いで国鉄の10両、残る2両は名古屋鉄道（名鉄）からの譲渡車両である。国鉄からの譲渡車両は全車ともいわゆる買収国電であった。また、モハ300形およびクハ500形の導入期間は1953年（昭和28年）から1980年（昭和55年）にかけての実に27年間にも及んでおり、初期に導入された車両については1960年代後半より順次代替が進められたこともあり、延べ23両導入された車両が全車同時期に在籍したことはない。
その後、1970年（昭和45年）に導入されたモハ310-クハ510（元名鉄3800系）は記号番号こそ在籍車両の続番が付与されたものの、同2両はモハ310形およびクハ510形と別形式に区分され、ここに初めての例外が生じた。さらに1971年（昭和46年）に導入された北陸鉄道からの譲渡車両である6010系「しらさぎ」およびクハ6050形「あかいし」はいずれも譲渡元の原形式のまま就役した。以降、3800系（名鉄より譲渡）、モハ1900形（小田急電鉄より譲渡）が同じく譲渡元の原形式・原番号のまま導入されている。一方でモハ300形・クハ500形の導入も並行して行われたが、1980年（昭和55年）8月に導入されたモハ313-クハ513（元西武351系）が最後の増備車となり、以降大井川本線に導入された電車は全車とも譲渡元での系列名・形式称号をそのまま大井川鉄道における系列名・形式称号としている。
これらの後継車両の導入によってモハ300形・クハ500形は順次代替され、モハ309（元名鉄モ3300形）が廃車となった1986年（昭和61年）7月以降はモハ311-クハ511（元西武371系）およびモハ312-クハ512・モハ313-クハ513（いずれも元西武351系）の2両編成3本が残存するのみとなった。そして最後の残存車両であったモハ313-クハ513の2両も2016年（平成28年）7月に解体処分され、モハ300形およびクハ500形に属する車両群は全廃となった。

## 各車両解説
以下、モハ300形およびクハ500形の形式称号を付与された車両群について、導入順に概要および動向を記す。各節に提示したリンク先も参照のこと。なお、系列名適用の有無、および系列名については保育社発行『私鉄の車両14 大井川鉄道』の表記に準拠したものとする。

### モハ301・モハ302
前述の通り、1953年（昭和28年）5月に国鉄より払い下げを受けたデ300形307・308で、国鉄での廃車当時は電装解除により制御車代用となっていた。いずれも旧三信鉄道保有の買収国電であるが、元は三信鉄道が鉄道省より払い下げを受けた木造車モハ1形1035・1036を前身とし、そのルーツは大正年間に新製されたデハ33500形に遡る。三信鉄道に計9両払い下げられた旧モハ1形のうち初期に導入された6両は鋼体化改造を施工されたが、後期に導入された3両は原形の木造車体のまま運用され、戦時買収によって再び国鉄籍へ編入されたのち、この木造車グループから2両が大井川鉄道へ払い下げられた。なお、後年デ300形の鋼体化改造グループからも2両が大井川鉄道へ払い下げられ、クハ500形503・506となっている。
導入に際しては制御電動車への復元のほか、外板へ鋼板を溶接する形での簡易鋼体化が施工され、車内には構体補強のためアングル材が設置された。この際、二重屋根（ダブルルーフ）部の明り取り窓は全て閉鎖されている。また2両とも三信鉄道当時の改造により連結面の客室の一角を仕切る形で運転室を増設して両運転台構造となっており、大井川鉄道でも両運転台仕様のまま落成した。制御装置は米国・ゼネラル・エレクトリック (GE) 製の電磁単位スイッチ式Mコントロール、主電動機はGE-244（省形式MT4）、DT10台車装着と国鉄在籍当時の仕様から変化はない。記号番号はデ307がモハ301、デ308がモハ302（初代）となった。
導入当初は編成を組成する制御車が固定されておらず、単行運用または付随車代用となっていたガソリンカーキハ100形101やクハ501・クハ502などと編成を組成して運用された。その後制御車と連結しての2両編成での運用が常態化したことから、モハ301は1963年（昭和38年）9月に増設側運転台を撤去して片運転台構造となった。さらに1965年（昭和40年）7月には構体の不燃化対策工事および中央扉を埋め込み撤去する形で2扉化改造が施工された。遅れてモハ302（初代）に対しても1966年（昭和41年）に片運転台化および構体の不燃化対策工事が施工されたが、モハ301に施工された2扉化改造は施工されず原形の3扉構造のまま存置された。
その後モハ302（初代）は土砂崩れで被災し、床下機器を損傷した。復旧に際しては経年による老朽化が著しかった車体を廃棄し、名鉄より譲り受けたモ3300形3302の車体とモハ302（初代）の主要機器を組み合わせてモハ302（2代）として運用に復帰した。不要となったモハ302（初代）の車体は仮台車を装着した状態で新金谷車両区に留置されたのち、1970年（昭和45年）1月に解体処分された。
また、モハ301も1970年（昭和45年）に運用を離脱、1972年（昭和47年）に3800系モハ3829への改造名義で事実上廃車となった。ただしモハ3829への改造は名義上の措置に留まり主要機器の供出は行われず、モハ301は木造省電の原形を色濃く残す車両という歴史的価値の高さから大井川鉄道の鉄道記念物として千頭駅構内で静態保存された。その後モハ301は1994年（平成6年）11月に東海旅客鉄道（JR東海）へ譲渡され、同社発足10周年の記念事業として名古屋工場でモハ1形1035として運用されていた当時の外観・内装への復元工事を施工、1997年（平成9年）1月に落成した。その際、簡易鋼体化が施工されていた外板は木製に復元されたほか、ダブルルーフ部の明り取り窓や埋め込み撤去されていた前面貫通扉および中央部の客用扉も復元され、車内も各種調度品やシートモケットの整備など大幅に手を加えられた結果、新製当時に近い状態が再現されたと評される。復元後は伊那松島運輸区にて保管されたのち、2011年（平成23年）3月のリニア・鉄道館開設に際して同所へ移設され、館内にて常設展示されている。

### クハ501
1954年（昭和29年）6月に西武鉄道より譲り受けたクハ1201形1209を同年6月15日付認可で導入した。当初の記号番号はクハ31で、のちクハ501と改番された。西武クハ1209は西武鉄道の前身事業者である武蔵野鉄道が太平洋戦争激化に伴う戦時体制期に輸送力不足を補うため鉄道省より木造雑形客車の払い下げを受け、木造車体を新造して1941年（昭和16年）に導入した車両で、その車歴は明治年間まで遡る古典車両であった。大井川鉄道では西武在籍当時の木造車体そのままに導入したが、戦中混乱期に導入された粗製車両ゆえに車体の老朽化が相当進行しており、座席に座ると走行中にロングシート背面の角度が変わることで車体の歪みを明確に体感できるほどであったと記録されている。
1956年（昭和31年）2月に自社新金谷工場で旧車体の台枠および屋根部を流用して車体の鋼体化改造が施工された。新製された車体は側面窓配置d 1 D 6 D 6 D 1のノーシル・ノーヘッダー構造であったが、前面・側面とも窓の上下寸法が小さく、床下には木造車体当時のトラス棒が存置されるなど鋼体化以前の車体の印象を残す外観であった。また乗り心地の悪さが指摘されていた雑形TR10台車は、後に近畿日本鉄道（近鉄）より購入したD18台車へ換装された。
当初は主にモハ301と、のちモハ308と編成を組成し、1970年（昭和45年）以降は千頭駅の構内側線にて運行されたミニSL運転の客車としても運用されたのち、1974年（昭和49年）3月23日付で除籍された。

### クハ502
1955年（昭和30年）2月に国鉄で廃車となったモハ2310形2310の払い下げを受け、同年10月30日付認可で導入した。元宮城電気鉄道保有の買収国電であり、1928年（昭和3年）新製のモハ602を前身とする。当初大井川鉄道では制御電動車としての導入を予定していたが、電装品の老朽化が著しかったことから断念し制御車として導入された。車体長14 m弱（全長14,361 mm）はモハ300形・クハ500形の中で最も小型であり、また外板に多数のリベットが打たれた角ばった車体外観を特徴とした。
導入後は主にモハ302またはモハ301と編成を組成し、後年はクハ501と同じくミニSL運転の客車としても運用されたのち、1972年（昭和47年）に3800系クハ2829への改造名義で事実上廃車となった。

### モハ303
国鉄で廃車となったモハ1610形1611の払い下げを受け、1956年（昭和31年）11月21日付認可で導入した。豊川鉄道が保有したモハ30形32を前身とする買収国電であり、車体外観は後述するモハ307・クハ507とほぼ同一仕様のいわゆる「川造型」であるが、豊川モハ30形は日本車輌製造本店製の半鋼製車である。導入に際しては国鉄幡生工場で整備が行われ、大井川鉄道初のドアエンジンを装備した自動扉車となった。台車はDT10、主電動機はMT4、制御装置はCS2、パンタグラフはPS13と、主要機器は国鉄当時の標準化改造によって国鉄制式機器で揃えられている。
当初は編成相手となる制御車が固定されていなかったが、後述するクハ503の導入に伴って同車と編成を組成することになり、連結面となる側の運転台を撤去、貫通路と貫通幌を新設して片運転台化された。その後は終始クハ503とともに運用され、1972年（昭和47年）11月7日付で除籍された。

### モハ305・モハ306・クハ505
1958年（昭和33年）と1960年（昭和35年）の2度にわたって国鉄よりモハ1200形1205・1208およびクハニ7200形7203の計3両の払い下げを受け、旧番順にモハ306・モハ305・クハ505として導入した。なお、モハ305は先に導入されたモハ303から末尾4を飛ばして付番され、クハ505もモハ305と末尾を揃える形で付番されている。これは当時車番末尾4を忌み数として欠番とする方針があったものと推定されている。3両とも元富士身延鉄道保有の買収国電であり、富士身延鉄道当時の旧番はモハ110形110・113およびクハユニ300形303である。モハ110形は長距離輸送を念頭に客用扉を両端に寄せて客用扉間にボックスシートを配置したセミクロスシート仕様の2扉車で、クハユニ300形は運転室直後に荷物・郵便室を備えるほか車体中央部分に便所を配置する特徴的な車内レイアウトを有する郵便・荷物合造車である。なお、国鉄における最終形式となるクハニ7200形への改形式直前に郵便室を撤去して客室化する改造が施工されていた。
導入はモハ305・クハ505が先行し、東洋工機で各種整備を実施した上で1958年（昭和33年）1月23日付設計認可で就役した。導入に際してモハ305は制御装置をCS3へ換装した程度の軽微な改造に留まり、車体はほぼ国鉄在籍当時の原形のままとされた。一方でクハ505については荷物室および便所の撤去が施工され、荷物扉を撤去した跡に側窓を新設し、側面窓配置は原形のd 1 B 1 1 D 2 1 8 D（d：乗務員扉、D：客用扉、B：荷物扉、各数値は側窓枚数、下線部は便所部分を示す） からd 4 1 D 2 10 Dに変化した。
次いでモハ306が1960年（昭和35年）1月28日付設計認可で就役した。こちらは導入に際して西武所沢車両工場で各種整備が実施され、制御装置のCS3への換装のほか、車内照明の蛍光灯化および扇風機・放送装置の新設が施工された点がモハ305とは異なる。また、客用扉へドアエンジンを新設して自動扉化し、客用扉下部の内蔵ステップを撤去し車体裾部が一直線形状に改められ、客用扉自体も扉窓がHゴム固定支持のプレス扉へ交換された。この客用扉関連の改造は同年12月に当初手動扉仕様であったモハ305・クハ505に対しても施工された。
導入後はモハ305・クハ505は同2両で、モハ306は同日に竣功したクハ306とそれぞれ半固定編成を組成し運用された。1963年（昭和38年）9月にはモハ305・クハ505が車内照明の蛍光灯化および放送装置の新設を施工された。同時期にはモハ306の前面窓がHゴム固定支持に改造されている。またモハ305は1971年（昭和46年）7月より同月導入されたクハ6050形「あかいし」の初代動力車としても用いられた。その後、「あかいし」の2代目動力車となるモハ1900形など後継車両の導入に伴ってモハ305・モハ306とも1978年（昭和53年）2月22日付で除籍された。モハ306は除籍後も処分保留のまま長期間放置され、除籍から約20年を経過した1997年（平成8年）9月時点でも極めて荒廃した状態で新金谷駅の構内側線末端部に現存していたことが記録されている。
一方、クハ505はモハ305との編成を解消したのち、1976年（昭和51年）7月より大井川本線にて蒸気機関車C11形227号機牽引の本格的な動態保存列車「かわね路号」が運行を開始すると、翌1977年（昭和52年）7月に同列車用の客車に用途・車種が変更されナハフ500形505と形式称号を改めた。主に多客時に国鉄払い下げの旧型客車と混じって運用されたが、ナハフ505の外観は電車そのものであり、編成美を乱すとして鉄道愛好家からは不評を買ったという。後に旧型客車が増備されると余剰となったナハフ505は運用を離脱、休車となったのち1984年（昭和59年）10月13日付で除籍された。

### クハ503・クハ506
1959年（昭和34年）2月に国鉄よりクハ5800形5803・5804の払い下げを受け、翌1960年（昭和35年）1月28日付認可で旧番順にクハ503・クハ506として導入した。モハ301・モハ302と同じく元三信鉄道保有のデ300形304・305を前身とする買収国電で、いわゆる木造省電をルーツとする車両であるが、この2両は三信鉄道当時に車体の鋼体化改造が施工されており、外観は全く異なる。台車は三信鉄道での落成当時は制御電動車であった関係で2両とも電動車用台車であるDT10を装着する。なお、2両とも同日に竣功した車両でありながら車番末尾が続番となっておらず、クハ503については空番を埋める形で若番が付与されているが、これは前述したクハ505同様に編成を組成する制御電動車の車番末尾と合わせた付番がなされたためで、クハ503はモハ303と、クハ506はモハ306とそれぞれ編成を組成した。
クハ503は1965年（昭和40年）9月18日に台風24号による大雨で発生した道床流出で脱線転覆し車体を大破した。その後同車は西武所沢車両工場へ搬入され、修復工事を施工されて運用に復帰した。また、クハ506は編成相手であるモハ306同様に車内照明の蛍光灯化および扇風機・放送装置の新設を施工、のち前面窓についてもHゴム固定支持に改造された。
その後、モハ303の廃車により編成相手を失ったクハ503は1974年（昭和49年）3月13日付で除籍され、クハ506もまた編成を組成したモハ306と同日の1978年（昭和53年）2月22日付で除籍された。クハ506は除籍後も千頭駅構内に保管され、大井川鉄道と姉妹鉄道協定を締結したスイス・ブリエンツ・ロートホルン鉄道の関連資料を車内に展示する姉妹鉄道記念車両として活用されたが、屋外展示であったことから車体の傷みが進行し後に解体処分された。

### 304系（モハ304・クハ504）
西武鉄道よりモハ231形231・234の2両を譲り受け、1962年（昭和37年）10月25日付設計認可で導入した。導入に際しては西武所沢車両工場でモハ231の制御装置のCS3への換装、モハ234の電装解除・制御車化改造のほか、側窓の二段窓化・車内照明の蛍光灯化および放送装置の新設が施工された。大井川鉄道ではモハ231がモハ304、モハ234がクハ504とそれぞれ改形式・改番され、同2両で固定編成を組成して運用された。なお、モハ304・クハ504もまた前述したモハ305・モハ306およびクハ505・クハ506とは導入順と付与された車番が一致しないが、こちらは前述の通り当初車番末尾「4」を欠番とする方針であったものを変更したことに起因する可能性が指摘される。
3800系導入に伴ってモハ304は1972年（昭和47年）10月4日付で除籍され、クハ504は同年導入された3800系クハ3822への改造名義で事実上廃車となった。

### 307系（モハ307・クハ507）
304系に続いて西武鉄道よりクモハ151形159・160の2両を譲り受け、1964年（昭和39年）7月25日付設計認可で導入した。昭和初期に川崎造船所（現・川崎重工業）が各地の私鉄事業者へ納入した、深い鋼板製屋根や腰高かつ小ぶりな窓寸法を特徴とする重厚な外観を備える、いわゆる「川造型」に属する全鋼製車両である。
導入に際しては西武所沢車両工場で整備が行われ、クモハ160の電装解除・制御車化のほか、制御装置のCS3への換装、外板張替とそれに伴うウィンドウシル・ウィンドウヘッダーの平板化・窓枠のアルミサッシ化・前面窓および戸袋窓のHゴム固定支持化が施工された。また、車体塗装は従来の下半分青色・上半分クリームの2色塗装に替えて下半分エンジ色・上半分クリームの2色塗装を初めて採用、この塗り分けは大井川本線所属車両の新たな標準塗装として全車に普及した。車内では照明の蛍光灯化と扇風機および放送装置の新設が施工された。
大井川鉄道ではクモハ159がモハ307と、クモハ160がクハ507とそれぞれ改形式・改番され、同2両で固定編成を組成して運用されたが、主電動機出力が低いことが運用上のネックとなり、1980年（昭和55年）8月のモハ313-クハ513導入に伴って同年12月22日付で除籍された。

### モハ308
1966年（昭和41年）7月に浜松工場豊川分工場の入換車であった国鉄クモハ2000形2002の払い下げを受け、導入した。この車両も買収国電で、元は南武鉄道が1941年（昭和16年）に新製したモハ150形153である。導入に際しては連結器の自動連結器への交換程度の小改造で就役したが、のち前面貫通扉の埋め込み撤去が施工された。また、モハ308は側面の開閉可能窓と戸袋窓で窓部横桟の上下位置が異なり、側面見付が不揃いであったが、これは国鉄在籍当時からの仕様であった。
当初は主にクハ508、次いでクハ501と編成を組成し、その後1971年（昭和46年）10月より北陸鉄道より譲り受けた6010系「しらさぎ」の動力車として運用された。これは導入当初の「しらさぎ」が北陸鉄道在籍当時の直流600 V仕様のままであったことから同1,500 V仕様の大井川本線における自力走行が不可能であり、運用に際しては前述したクハ6050形「あかいし」と同じく動力源を必要としたためである。しかし、「しらさぎ」は翌1972年（昭和47年）3月に直流1,500 V対応改造を施工されて単独運用が可能となり、用途を失ったモハ308は同年導入された3800系モハ3822への改造名義で事実上廃車となった。

### 309系（モハ309・クハ508）
名鉄で廃車となったモ3300形3302、およびモ3350形3358を譲り受けて導入した。同2両は愛知電気鉄道が1928年（昭和3年）から翌1929年（昭和4年）にかけて新製した「大ドス」の異名で知られるデハ3300形・デハ3350形・サハ2040形に属する車両で、名鉄3780系の新製にあたって台車を含む主要機器を供出して廃車となり、大井川鉄道には車体のみが譲渡された。
整備はモ3358が先行して行われ、老朽化が著しかったモハ200形201より台車など一部の機器を流用し、同車の改造名義にて1967年（昭和42年）7月17日付設計認可で落成、制御車クハ508となった。導入に際しては前面貫通扉を埋め込み撤去し、旧貫通扉部分の前面窓のみHゴム固定支持となった。さらに前述の通りモハ302（初代）が土砂崩れで主要機器を損傷した際、その復旧にあたってモ3302の車体が活用されることになり、モハ302（初代）より転用したDT10台車・MT4主電動機と国鉄払い下げのCS1制御装置などを組み合わせてモハ302（2代）として導入された。種車由来の両運転台構造はそのままに、パンタグラフ側（金谷側）の妻面をクハ308と同一形状の非貫通構造に改造した一方、千頭側の妻面は貫通扉を存置した上で貫通幌枠を新設、以降クハ508と常時編成を組成して運用された。なお、モハ302（2代）の主要機器については後年台車をDT11に、主電動機をMT10にそれぞれ換装されていたことが記録されている。
その後モハ302（2代）は名義変更手続きによって1970年（昭和45年）2月に自社工場で新製された車両として扱われるようになり、同時に記号番号もモハ309と改められた。翌1971年（昭和46年）3月にはモハ309・クハ508とも座席を全席バス用の小形クロスシートに交換、集団離反型に配置してオールクロスシート仕様に改造された。
後述するモハ313-クハ513の導入に伴って、クハ508は1980年（昭和55年）12月22日付で除籍された。編成相手を失ったモハ309は両運転台構造であることを生かして予備車として残存したものの、程なく千頭駅構内で長期間休車となったのち、1986年（昭和61年）7月14日付で除籍された。

### 311系（モハ311・クハ511）
西武鉄道よりクモハ371形371・374の2両を譲り受け、1976年（昭和51年）6月に導入した。西武クモハ371形は書類上は1959年（昭和34年）から1965年（昭和40年）にかけて西武所沢車両工場にて新製された車両として扱われているが、実際は国鉄よりクモハ11形400番台の払い下げを受けて導入した車両である。国鉄在籍当時の旧番はクモハ371がクモハ11421、クモハ374がクモハ11424であった。
大井川鉄道への導入に際しては塗装変更およびクモハ371を電装解除の上で制御車に改造し、クモハ374の前面貫通扉窓がHゴム固定支持となった以外大きく手を加えられることなく、TR14AおよびTR11A台車・MT7主電動機・CS1制御装置など主要機器もそのままとされ、戦前型旧型国電の面影をよく残す車両と評された。記号番号はクモハ374がモハ311、クモハ371がクハ511とそれぞれ改められた。
導入後は3扉ロングシート構造を生かす形で主に普通列車運用に充当された。その後大井川本線でのワンマン運転開始に伴ってワンマン化改造を施工したのち、1988年（昭和63年）7月には2両とも側面中央の客用扉を埋込撤去して2扉構造化され、同時に客用扉間の座席を310系から転用した転換クロスシートに改装してセミクロスシート車となった。しかし1990年代後半には経年が50年を超えて老朽化が進行し、21000系（元南海21000系）および16000系（元近鉄16000系）の相次ぐ増備に伴ってモハ311・クハ511とも1998年（平成10年）12月20日付で除籍された。

### 312系（モハ312・モハ313・クハ512・クハ513）
西武鉄道よりクモハ351形361・362・365・366の計4両を1977年（昭和52年）と1980年（昭和55年）の2度にわたって譲り受け、導入した。351系（クモハ351形）は武蔵野鉄道と旧・西武鉄道が合併して発足した現・西武鉄道初の新型車両として1954年（昭和29年）より導入されたモハ501形（初代）を出自とする車両で、のち2度にわたる改形式・改番を経てクモハ351形となったものである。西武在籍当時はクモハ361・クモハ362はそれぞれクハ1411形と2両編成を組成し、クモハ365・クモハ366は同2両の中間に付随車サハ1411形を2両組み込んだ4両固定編成を組成した。
大井川鉄道への導入に際しては西武所沢車両工場にて整備が行われ、塗装変更のほかクモハ361・クモハ366を電装解除の上で制御車に改造した。また全車とも側面中央の客用扉を埋込撤去して2扉構造化され、客用扉間の座席を西武5000系「レッドアロー」の車内改装に伴って不要となった回転式クロスシートに置き換えてセミクロスシート車となった。なお、西武在籍当時に設置された行先表示器は当初そのまま使用されたものの後年撤去されている。主要機器はTR14AおよびTR11A台車・MT7主電動機・CS1制御装置など西武在籍当時から変化はない。記号番号はクモハ366・クモハ362がモハ312・モハ313と、クモハ365・クモハ361がクハ512・クハ513とそれぞれ改められた。
1977年（昭和52年）3月にモハ312-クハ512（以下「312編成」）が導入され、同年4月には同じく西武鉄道より譲り受けたサハ1411形1426を編成中間に組み込んで3両編成となった。このサハ1426は西武365編成であった当時の312編成の中間に組み込まれていたサハ1411形のうち1両である。導入に際してはモハ312およびクハ512と同様に2扉構造化および西武5000系の座席流用によるセミクロスシート構造化が自社工場にて施工され、サハ1411形1426の原形式・現番号のまま就役した。
遅れて1980年（昭和55年）8月にモハ313-クハ513（以下「313編成」）が導入され、こちらは2両編成で就役した。
主に行楽シーズンの多客時輸送を目的として3両編成となった312編成であるが、オフシーズンには輸送力過剰となり運用上不便であることから後にサハ1426を編成から外して再び2両編成化された。その後はワンマン化改造が両編成に施工されたほか、モハ312・モハ313は台車をD18に、制御装置をCS5に、主電動機を東洋電機製造TDK528系にそれぞれ換装された。
2002年（平成14年）2月27日、312編成が家山駅構内で脱線事故を起こした。事故原因は駅構内分岐器（ポイント）のトングレールがメンテナンス不良により折損したことによるもので車両側の損傷は軽微であったものの、事故後312編成は運用に復帰することなく同年10月18日付で除籍、解体処分された。その後313編成も運用を離脱、長期間留置されたのち、2016年（平成28年）7月6日に最後の惜別撮影会が開催され、翌7日に解体処分された。